# Gibasis
Gibasis es un género de plantas con flores  perteneciente a la familia Commelinaceae. Es originaria de México y de América tropical.  Comprende 20 especies descritas y de estas, solo 14 aceptadas.

## Descripción
Son hierbas anuales o perennes de hábitos variados; raíces comúnmente tuberosas. Inflorescencias de cimas individualmente estipitadas, raramente los estípites casi obsoletos, agrupados en pares o umbelas seudoterminales; brácteas subyacentes foliiformes o inconspicuas; eje de la cima más o menos agudamente enroscado o reflexo en la unión de la parte fértil aglomerada y el estípite estéril, y en algunas especies fusionado con éste; bractéolas muy pequeñas, imbricadas apretadamente en 2 hileras paralelas. Flores bisexuales, actinomorfas; sépalos y pétalos 3, libres; estambres 6, iguales; conectivos de las anteras anchamente triangulares, versátiles; ovario 3-locular; óvulos 2 por lóculo; estigma capitelado. Fruto una cápsula; semillas con un hilo alargado-puntiforme a linear y un embriotegio dorsal.

## Taxonomía
El género fue descrito por Constantine Samuel Rafinesque y publicado en Flora Telluriana 2: 16. 1836[1837]. La especie tipo es: Gibasis pulchella (Kunth) Raf.	

## Especies aceptadas
A continuación se brinda un listado de las especies del género Gibasis aceptadas hasta noviembre de 2013, ordenadas alfabéticamente. Para cada una se indica el nombre binomial seguido del autor, abreviado según las convenciones y usos.
- Gibasis chihuahuensis (Standl.) Rohweder
- Gibasis consobrina D.R.Hunt
- Gibasis geniculata (Jacq.) Rohweder - hierba del pollo (Cuba)[4]
- Gibasis gypsophila B.L.Turner
- Gibasis hintoniorum B.L.Turner
- Gibasis karwinskyana (Schult. & Schult.f.) Rohweder
- Gibasis linearis (Benth.) Rohweder
- Gibasis matudae D.R.Hunt ex Stant
- Gibasis oaxacana D.R.Hunt
- Gibasis pauciflora (Urb. & Ekman) D.R.Hunt
- Gibasis pellucida (M.Martens & Galeotti) D.R.Hunt
- Gibasis pulchella (Kunth) Raf.
- Gibasis triflora (M.Martens & Galeotti) D.R.Hunt
- Gibasis venustula (Kunth) D.R.Hunt